# Cesare Facciani
Cesare Francesco Facciani (ur. 21 lipca 1906 w Turynie, zm. 29 sierpnia 1938 tamże) – włoski kolarz torowy i szosowy, złoty medalista olimpijski.

## Kariera
Największy sukces w karierze Cesare Facciani osiągnął w 1928 roku, kiedy wspólnie z Luigim Tassellim, Giacomo Gaionim i Mario Lusianim zdobył złoty medal w drużynowym wyścigu na dochodzenie podczas igrzysk olimpijskich w Amsterdamie. Był to jedyny medal wywalczony przez Faccianiego na międzynarodowej imprezie tej rangi, był to także jego jedyny start olimpijski. Startował również w wyścigach szosowych, ale bez większych sukcesów (w 1933 roku zajął 26. pozycję w klasyfikacji generalnej Giro d’Italia). Nigdy nie zdobył medalu na szosowych ani torowych mistrzostwach świata. W 1934 roku był zmuszony zakończyć karierę z powodu ciężkiej choroby, w wyniki której zmarł w 1938 roku.